# Wereldkampioenschappen schaatsen afstanden 2020 - 1500 meter mannen
De 1500 meter mannen op de wereldkampioenschappen schaatsen afstanden 2020 werd gereden op zondag 16 februari 2020 in het ijsstadion Utah Olympic Oval in Salt Lake City, Verenigde Staten.
De Nederlander Kjeld Nuis won zijn tweede wereldtitel over 1500 meter door titelverdediger en landgenoot Thomas Krol nipt te kloppen.

## Uitslag
| #      | Schaatser                | Tijd     |
| ------ | ------------------------ | -------- |
| Goud   | Kjeld Nuis               | 1.41,66  |
| Zilver | Thomas Krol              | 1.41,73  |
| Brons  | Joey Mantia              | 1.42,16  |
| 4      | Ning Zhongyan            | 1.42,33  |
| 5      | Denis Joeskov            | 1.42,34  |
| 6      | Seitaro Ichinohe         | 1.42,36  |
| 7      | Antoine Gélinas-Beaulieu | 1.42,55  |
| 8      | Sindre Henriksen         | 1.43,34  |
| 9      | Tyson Langelaar          | 1.43,39  |
| 10     | Sverre Lunde Pedersen    | 1.43,628 |
| 10     | Patrick Roest            | 1.43,628 |
| 12     | Masaya Yamada            | 1.43,83  |
| 13     | Livio Wenger             | 1.44,09  |
| 14     | Daniil Beliaev           | 1.44,12  |
| 15     | Kim Min-seok             | 1.44,22  |
| 16     | Emery Lehman             | 1.44,25  |
| 17     | Sergej Trofimov          | 1.44,31  |
| 18     | Allan Dahl Johansson     | 1.44,70  |
| 19     | Connor Howe              | 1.44,80  |
| 20     | Vitaliy Schigolev        | 1.45,59  |
| 21     | Marcin Bachanek          | 1.45,61  |
| 22     | Francesco Betti          | 1.46,70  |
| 23     | Mathias Vosté            | 1.46,73  |
| 24     | Takuro Oda               | DQ       |

1996 · 
1997 · 
1998 · 
1999 · 
2000 · 
2001 · 
2003 · 
2004 · 
2005 · 
2007 · 
2008 · 
2009 · 
2011 · 
2012 · 
2013 · 
2015 · 
2016 · 
2017 · 
2019 ·
2020 ·
2021 ·
2023 ·
2024 ·
2025